# Isaac Abravanel
Isaac ben Judah ou Yitzchak ben Yehuda Abravanel (hebraico: יצחק בן יהודה אברבנאל; Lisboa, 23 de setembro de 1437 - Veneza, 1508) foi um estadista, filósofo, comentador da Bíblia e financista judeu português. Nasceu em Lisboa em 1437 e viveu vários anos na cidade de Queluz. Foi amplamente reconhecido como um dos mais notáveis judeus da corte do século XV, ao lado de seu amigo Abraham Senior. Ele morreu em Veneza em 1508 e foi enterrado em Pádua. Seu filho Judá Abravanel também teve notoriedade na filosofia.
A Família Abravanel é uma das mais antigas e distintas famílias judaicas sefarditas, cuja ascendência direta tem a sua origem ao bíblico, Rei David. Os membros desta família viveram em Córdova (província da Espanha), Calatayud, Castela e Leão e em Sevilha, onde viveu o seu representante mais antigo conhecido de nome Judá Abravanel.

## Nome
Em várias obras, Isaac Abravanel foi referido apenas pelo seu apelido, que por vezes surgiu como Abravanel, Abarbanel, Avravanel ou Abrabanel. Muitos estudiosos da Torá e do Talmude referem-se a ele simplesmente como "O Abarbanel".
Há um debate sobre se seu sobrenome deve ser pronunciado Abarbanel ou Abravanel. A pronúncia tradicional é Abarbanel. A literatura acadêmica moderna, desde Graetz e Baer, tem mais comumente usado o Abravanel. No entanto, seu próprio filho Judá insistiu em Abarbanel, e Sefer HaTishbi, de Elias Levita, que era um contemporâneo próximo, duas vezes avoca o nome como Abarbinel (אַבַּרְבִּינֵאל).
A etimologia do nome é incerta. Alguns dizem que vem de "Ab Rabban El", que significa "pai dos rabinos de Deus", o que parece favorecer a pronúncia "Abrabanel".

## Notas biográficas

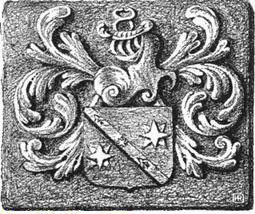
Brasão de Isaac Abravanel